# Люблю. Назавжди
«Люблю. Назавжди» (англ. Endless Love, дослівно укр. Нескінченна любов) — американська мелодрама режисерки і сценаристки Шани Фест, що вийшла у лютому 2014 року. У головних ролях Алекс Петтіфер, Ґабріелла Вайлд, Роберт Патрік.
Сценаристом також був Джошуа Сафран, продюсерами були Памела Ебді, Стефані Севідж та інші. Вперше фільм планують продемонструвати 13 лютого 2014 року в Австралії та ряді інших країн. В Україні прем'єра фільму запланована на 6 березня 2014 року.

## Сюжет
Джейд Баттерфілд донька багатих батьків, приїхала на захід. Тоді вона вперше зустрілась з Девідом Ексельродом, що працював там паркувальником. Вони почали все частіше спілкуватись, а через деякий час закохались. Але це не подобається батькам Джейд.

## У ролях
| Актор            | Персонаж                                | Роль          |
| ---------------- | --------------------------------------- | ------------- |
| Алекс Петтіфер   | Девід Елліот англ. David Elliot         |               |
| Ґабріелла Вайлд  | Джейд Баттерфілд англ. Jade Butterfield |               |
| Роберт Патрік    | Гаррі Елліот англ. Harry Elliot         | батько Девіда |
| Брюс Грінвуд     | Г'ю Баттерфілд англ. Hugh Butterfield   | батько Джейд  |
| Джоелі Річардсон | Енн Баттерфілд англ. Ann Butterfield    | мати Джейд    |
| Різ Вейкфілд     | Кіт Баттерфілд англ. Keith Butterfield  | барт Джейд    |

## Критика
Станом на 6 лютого 2014 року рейтинг очікування фільму на сайті Rotten Tomatoes становив 90 % з 7,559 голосів.

### Виноски
1. 1 2  Endless Love: Release Info (англ.). Internet Movie Database. Архів оригіналу за 24 лютого 2014. Процитовано 6 лютого 2014.
2. 1 2  Люблю. Назавжди. Kino-teatr.ua. Архів оригіналу за 22 лютого 2014. Процитовано 6 лютого 2014.
3. ↑  Endless Love (англ.). Allmovie. Архів оригіналу за 14 березня 2014. Процитовано 6 лютого 2014.
4. ↑  Endless Love: Full Cast & Crew (англ.). Internet Movie Database. Архів оригіналу за 24 лютого 2014. Процитовано 6 лютого 2014.
5. ↑  Endless Love (англ.). Rotten Tomatoes. Архів оригіналу за 6 лютого 2014. Процитовано 6 лютого 2014.